# Петър Райчев (кмет)
Петър Райчев е български общественик, кмет на Бургас.

## Биография
Роден е в град Русе. По време на Руско-турската война от 1877 – 1878 г. е опълченец. След войната се установява в Бургас. От 1903 до 1904 г. е общински съветник в града. В периода 17 октомври 1903 – 10 март 1904 е кмет на Бургас